# 芝加哥大学附属实验学校

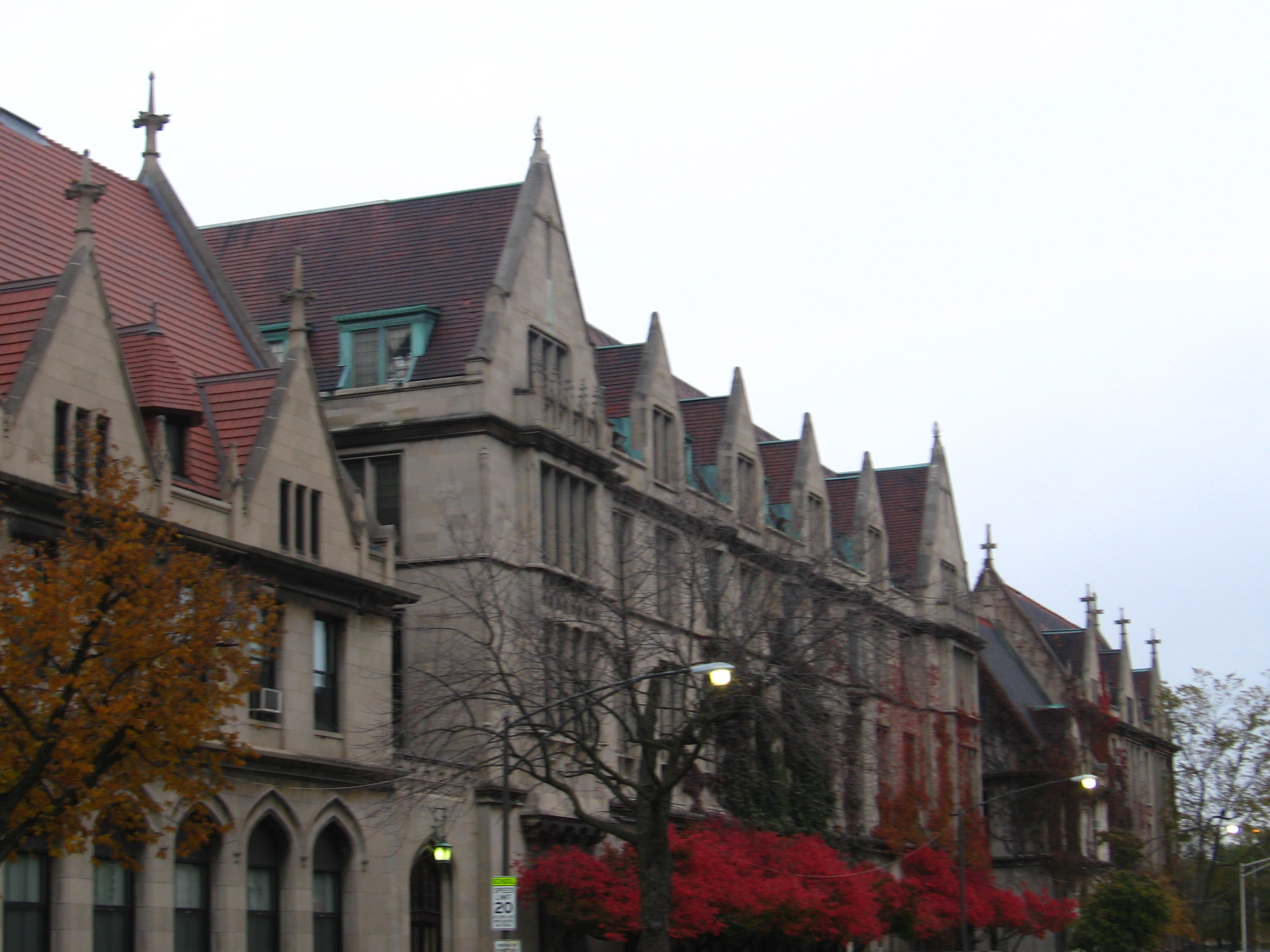
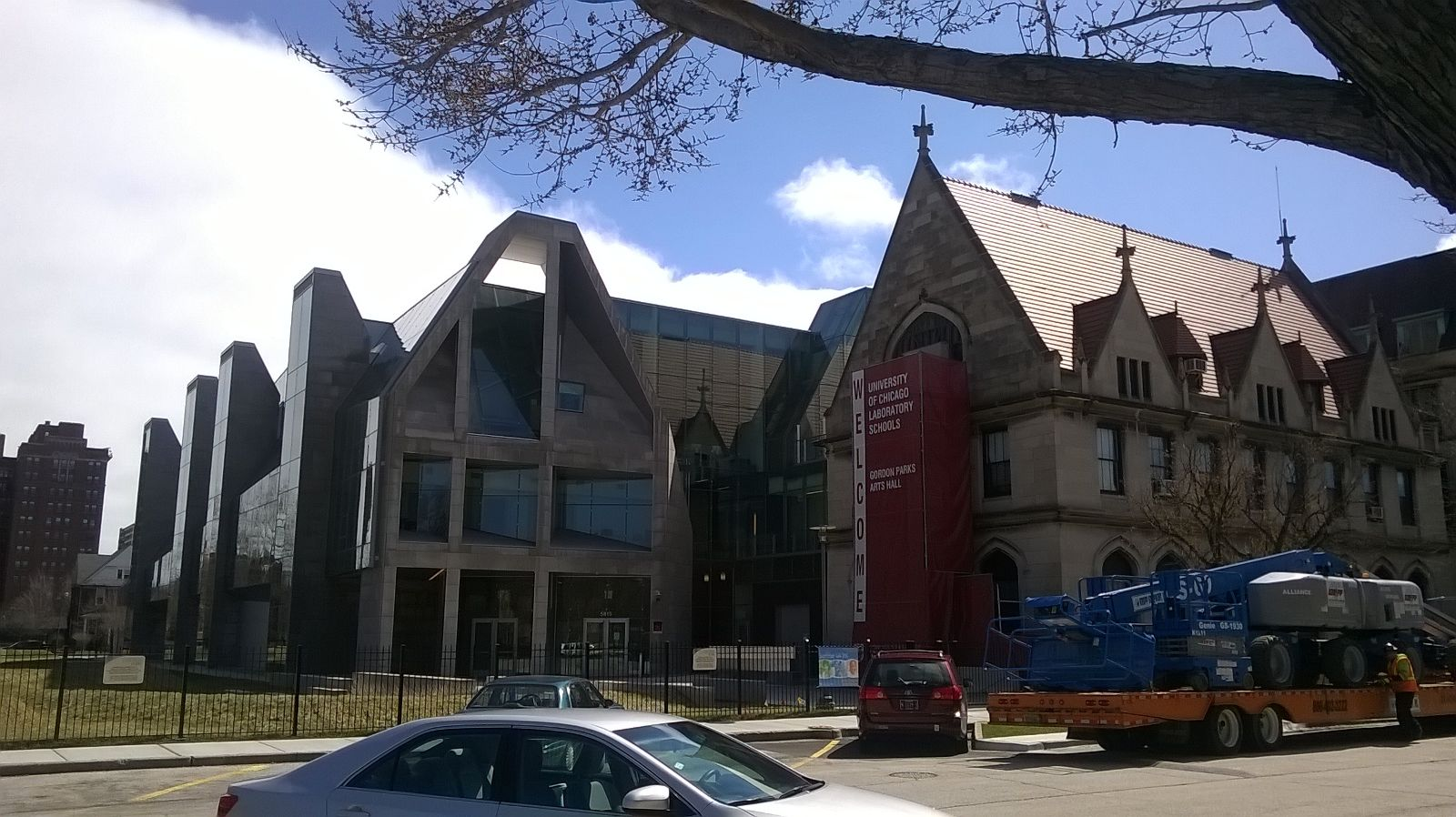

芝加哥大学附属实验学校（英語：University of Chicago Laboratory Schools；或簡稱為Lab School、UCLS、U-High）是伊利諾伊州芝加哥市的一所私立學校。它隸屬於芝加哥大學。幾乎一半的學生都有一位在芝加哥大學任教的家長。它由美國著名教育家約翰·杜威於1896年在芝加哥的海德公園創立，建校之初作為進步教育機構，隨後延伸至幼兒園至12年級。